# Cuapetes
Cuapetes es un género de camarones de la familia Palaemonidae, descrito por primera vez por Austin Hobart Clark en 1919: WoRMS acepta las siguientes especies
| - Cuapetes agag (Kemp, 1922) - Cuapetes akiensis (Kubo, 1936) - Cuapetes americanus (Kingsley, 1878) - Cuapetes amymone (De Man, 1902) - Cuapetes anacanthus (Bruce, 1988) - Cuapetes andamanensis (Kemp, 1922) - Cuapetes calmani (Tattersall, 1921) - Cuapetes darwiniensis (Bruce, 1987) - Cuapetes demani (Kemp, 1915) - Cuapetes edwardsii (Paul'son, 1875) - Cuapetes elegans (Paul'son, 1875) - Cuapetes ensifrons (Dana, 1852) - Cuapetes grandis (Stimpson, 1860) - Cuapetes johnsoni (Bruce, 1987) - Cuapetes kororensis (Bruce, 1977) | - Cuapetes lacertae (Bruce, 1992) - Cuapetes lanceolatus Okuno & Chan, 2012 - Cuapetes longirostris (Borradaile, 1915) - Cuapetes nilandensis (Borradaile, 1915) - Cuapetes paulsoni (Bruce, 2003) - Cuapetes platycheles (Holthuis, 1952) - Cuapetes rapanui (Fransen, 1987) - Cuapetes seychellensis (Borradaile, 1915) - Cuapetes suvadivensis (Borradaile, 1915) - Cuapetes takedai Okuno, 2012 - Cuapetes tenuipes (Borradaile, 1898) - Cuapetes uncinatus Bruce, 2012 - Cuapetes ungujaensis (Bruce, 1969) - Cuapetes yapiensis Bruce, 2013 |